# Європейський кінематограф
Шаблон:Кінематограф Європи
Європейське кіно — збірна назва для європейських кіношкіл. 

Європейське кіно — найстарше у світі. За популярністю навіть у самій Європі воно поступається американському, але, з поваги до кінокритиків, можливо, навіть перевершує саме себе. Європейське кіно прийнято вважати академічним, хоча і в Європі знімаються комерційні касові фільми. На відміну від американського кіно, європейське часто спонсорується державою. 

За час існування європейського кіно в ньому виникали різні течії і напрями: німецький експресіонізм, італійський неореалізм, французька нова хвиля, Догма 95.

## Історія
Перед Першою світовою війною фактично в кожній європейській країні з'явилися свої національні кіностудії. У малих країнах їх було по дві-три, а у великих, таких як Франція та Німеччина, по кілька десятків. Звичайно, війна завдала значних втрат виробництву фільмів, але все ж багато студій вижили і навіть підняли художній рівень європейського фільму до небаченого раніше рівня.
В європейському кіно з'являються принципово нові напрями:
- Французький імпресіонізм.
- Німецький експресіонізм.
- Дадаїзм.
- Сюрреалізм.

З 1970 року європейський кінематограф подарував світу багато гідних уваги картин і режисерів. Усе більш поширеним стає спільне виробництво, коли кошти й акторів для фільму надає не одна країна, а дві або декілька. Деякі з ранніх спроб такого роду були не дуже обнадійливими. На них озброїлися критики, а публіка не балувала своєю увагою. Проте такі картини, як "Кінотеатр «Парадізо» Джузеппе Торнаторе (Італія-Франція) і трилогія Кшиштофа Кислєвського «Три кольори: синій, білий, червоний» (Франція — Швейцарія — Польща), удостоєні багатьох призів, довели плідність подібної співпраці.
Та все ж турбота про процвітання національної кіно-промисловості залишається в Європі головним питанням. Французькі та італійські картини як і раніше мають велику популярність у всьому світі. Але навіть у цих країнах на 2007 рік дуже мало з'явилося робіт, які могли б змагатися з досягненнями «нової хвилі» 1960-х років. Кінематографісти Данії і Швеції також перебувають у тіні минулого.

## Європейські кінофестивалі
- Каннський кінофестиваль
- Венеційський кінофестиваль
- Варшавський кінофестиваль
- Берлінський міжнародний кінофестиваль
- Дублінський міжнародний кінофестиваль
- Стамбульський міжнародний кінофестиваль
- Кінофестиваль у Карлових Варах
- Краківський кінофестиваль
- Київський міжнародний кінофестиваль «Молодість»
- Одеський міжнародний кінофестиваль
- Міжнародний кінофестиваль у Локарно
- Лондонський кінофестиваль
- Норвезький міжнародний кінофестиваль
- Нідерландський кінофестиваль
- Роттердамський міжнародний кінофестиваль
- Сараєвський кінофестиваль
- Римський міжнародний кінофестиваль
- Міжнародний кінофестиваль у Салоніках
- Міжнародний кінофестиваль у Сан-Себастьяні
- Московський міжнародний кінофестиваль
- Кінофестиваль у Тампере

## Європейські нагороди
- Європейський кіноприз
- Премія БАФТА (Велика Британія)
- «Гойя» (Іспанія)
- «Сезар» (Франція)

## Додаткова література
- Миславський В. Н. Кінословник. Терміни, визначення, жарґонізми / пер. з рос. С.В. Мірошніченко, ред. А.Ф. Парамонов. — Харків, 2007. — 328 с. — ISBN 966-8246-59-4.